# Zima w Prostokwaszynie
Zima w Prostokwaszynie (ros. Зима в Простоквашино, Zima w Prostokwaszyno) – radziecki krótkometrażowy film animowany z 1984 roku w reżyserii Władimira Popowa. Trzeci z serii Troje z Prostokwaszyna stworzony na podstawie powieści Eduarda Uspienskiego pt. Wujek Fiodor, pies i kot.

## Fabuła
Pies Szarik potrzebuje butów na zimę. Zamiast solidnego obuwia wybiera modne i drogie trampki. Kot Matroskin nie jest zadowolony z ich zakupu i otwarcie to oznajmia. Oba zwierzaki obrażają się na siebie i przestają ze sobą rozmawiać. Fiodor wraz z tatą postanawia wybrać się do nich z wizytą noworoczną. Niestety po drodze ich pojazd tonie w zaspie. Mieszkańcy miasta wyruszają im na ratunek.

## Obsada (głosy)
- Marija Winogradowa jako Wujek Fiodor
- Oleg Tabakow jako kot Matroskin
- Lew Durow jako pies Szarik
- Walentina Tałyzina jako mama
- Gierman Kaczin jako tata
- Boris Nowikow jako listonosz Pieczkin